# Charitodoron thalia
Charitodoron thalia is een slakkensoort uit de familie van de Charitodoronidae. De wetenschappelijke naam van de soort is voor het eerst geldig gepubliceerd in 1932 door Tomlin.